# Весёловский сельский совет (Балаклейский район)
Весёловский сельский совет — входит в состав Балаклейского района Харьковской области Украины.
Административный центр сельского совета находится в селе Слабуновка .

## История
- 1921 — дата образования.
- Раньше (в 1979 году) совет назывался Слабуновским и его центр находился в селе Слабуновка.

## Населённые пункты совета
- село Слабуновка
- село Весёлое
- село Крючки
- село Новосёловка
- село Нурово
- село Пазиевка
- село Теплянка
- село Украинка

### Ликвидированные населённые пункты
- село Макаровка